# Regiunea Erongo
Erongo este o regiune a Namibiei, a cărei capitală este Swakopmund. Are în 2011 o populație de peste 150.000 de locuitori și o suprafață de 63.719 km2.

## Subdiviziuni
Această regiune este divizată în 6 districte electorale:
- Omaruru
- Karibib
- Brandberg
- Arandis
- Swakopmund
- Walvis Bay